# Germariochaeta clavata
Germariochaeta clavata là một loài ruồi trong họ Tachinidae.